# Bukovinská tabule
Bukovinská tabule je geomorfologický podokrsek ve východní části Bělské tabule, ležící v okrese Mladá Boleslav. Území podokrsku se rozkládá zhruba mezi sídly Mukařov na severu, Mohelnice nad Jizerou na severovýchodě, Klášter Hradiště nad Jizerou na jihu a Dolní Rokytá na západě.

## Charakter území

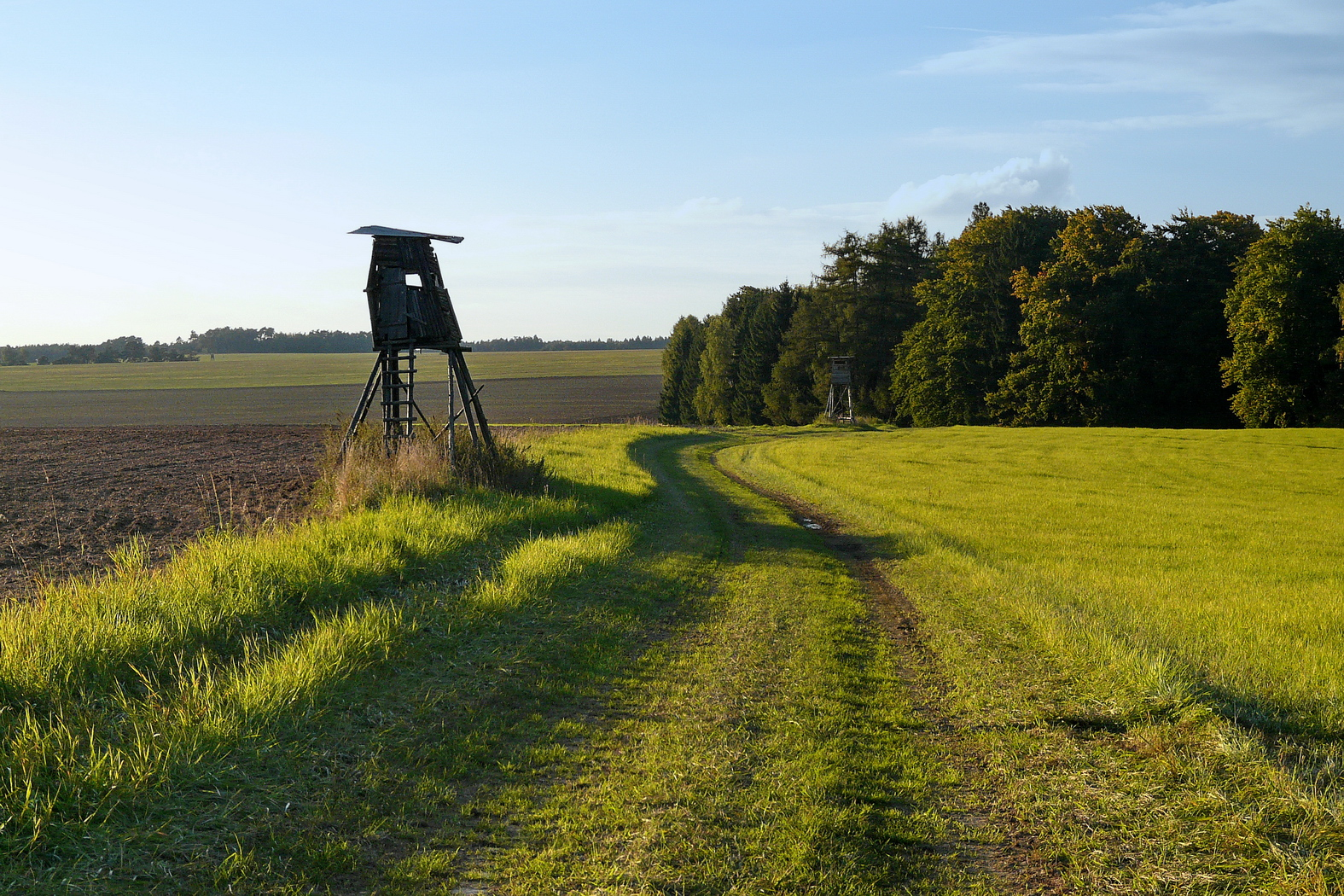
Bukovinská tabule pod Radechovskou pahorkatinou

Území má charakter tabule s vůči sobě mírně ukloněnými dílčími denudačními plošinami, přičemž celá tabule se plynule sklání od SZ k JV. Je tvořena svrchnokřídovými sedimenty (v údolích vápnito-jílovité pískovce, na plošinách spraše). Podokrsek rozčleňuje hluboké údolí Zábrdky na dvě části, pojmenované podle dvou největších sídel podokrsku, obcí Horní Bukovina a Jivina. Nejvyšším bodem je bezejmenná kóta 380 m n. m. při severozápadní hranici s Radechovskou pahorkatinou. Téměř celé území je využito jako zemědělská půda.

## Geomorfologické členění
Podokrsek Bukovinská tabule náleží do celku Jizerská tabule, podcelku Středojizerská tabule a okrsku Bělská tabule. Dále se člení na dvě části: Hornobukovinskou na západě a Jivinskou na východě. Tabule sousedí na jihozápadě, západě až severu s dalším podokrskem Bělské tabule, Radechovskou pahorkatinou. Z ostatních stran sousedí s celkem Jičínská pahorkatina.